# Dragoviștița, Sofia
Dragoviștița (în bulgară Драговищица) este un sat în comuna Kostinbrod, regiunea Sofia,  Bulgaria. 

## Demografie
Componența etnică a satului Dragoviștița
     Bulgari (94,2%)
     Nicio identificare (5,79%)
     Altele (0%)
La recensământul din 2011, populația satului Dragoviștița era de 1.191 locuitori. Din punct de vedere etnic, majoritatea locuitorilor (94,2%) erau bulgari. Pentru 5,79% din locuitori nu este cunoscută apartenența etnică.